# الشعتور (بني مطر)

تعديل مصدري - تعديل

الشعتور هي إحدى قرى عزلة بقلان بمديرية بني مطر التابعة لمحافظة صنعاء، بلغ تعداد سكانها 265 نسمة حسب تعداد اليمن لعام 2004.